# A Killer Among Us
A Killer Among Us är en split-EP av de svenska banden The Hives och The Pricks, släppt 1998 på Hard-On Records.

## Låtlista
1. "03:30 Punkrock City Morning" (The Hives)
2. "Gninrom Ytic Kcorknup 03:30" (The Hives)
3. "Numbers" (The Adicts) (The Hives)
4. "Butthole City" (The Pricks)
5. "Beaty Expert" (The Pricks)
6. "I Don't Need Your School" (The Pricks)